# Kim Sagild
Kim Sagild (født 4. februar 1952) er en dansk producer, komponist og musiker. Han var med til at danne Buki-Yamaz, der var aktive fra 1969 til 1979, og som spillede latinamerikansk jazz/rock. Dernæst arbejdede han sammen med Kasper Winding, indtil midten af 1980'erne, ligesom han lavede reklame-, film- og teatermusik. Han udgav bl.a. tre album med Winding; Kick (1980), Attitudes and Broken Hearts (1981) og Swing (1983), hvorpå Sagild producerede og spillede guitar.
Sagild begyndte at producere musik i slutningen af 1970'erne, og har produceret for Kasper Winding, Nanna, Thomas Helmig, Elisabeth og Moonjam med flere.
I 1985 producerede han støttesangen "Afrika", skrevet af Nanna, der solgte 150.000 eksemplarer. I 1999 producerede han sammen med Peter Biker og Stig Kreutzfeldt Kosovo-velgørenhedssangen "Selv en dråbe", hvor et bredt udsnit at datidens populære artister sang på.
Han er søn af skuespillerinden Avi Sagild, og er således halvbror til Paprika og Nikolaj Steen.